# رادیو ارمنی
رادیو ارمنی یکی از شبکه‌های برون مرزی صدا و سیمای جمهوری اسلامی ایران است. رادیو ارمنی سال ۱۳۲۵ خورشیدی تأسیس شده‌است.
در آغاز فعالیت این شبکه تبریز به عنوان محل استقرار رادیو در نظر گرفته شد. با پیروزی انقلاب ۱۳۵۷ ایران، رادیو از تبریز به تهران منتقل شد و از خرداد ۱۳۵۸ پخش برنامه برای داخل کشور به مدت سی دقیقه در هر شب آغاز شد.
برنامه‌های رادیو ارمنی، هر روز به مدت دو و نیم ساعت در دو بخش، برای داخل و خارج کشور پخش می‌شود. پخش برنامه ویژه خارج از کشور روزانه به مدت دو ساعت و در سه بخش مجزا صورت می‌گیرد. در برنامه‌های داخلی، هدف، اطلاع‌رسانی در خصوص رویدادهای داخلی کشور به ویژه پوشش خبری رخدادهای جامعه ارمنیان است و در بخش برنامه‌های خارجی، تبیین سیاست‌های نظام جمهوری اسلامی ایران در اولویت قرار دارد.
مدیر رادیو : علیرضا حسنیان
تهیه کننده رادیو : مرتضی احمدی